# Championnats de Hongrie de cyclisme sur route
Les championnats de Hongrie de cyclisme sur route sont organisés tous les ans.

## Hommes

### Course en ligne

#### Podiums
| Année     | Vainqueur                          | Deuxième                           | Troisième                          |
| --------- | ---------------------------------- | ---------------------------------- | ---------------------------------- |
| 1898      | Ferenc Gillemot                    | Nándor Hóra                        | János Sarkady                      |
| 1899      | Ferenc Papp                        | Gyula Papp                         | József Benke                       |
| 1900-1901 | Pas organisé ou résultats inconnus | Pas organisé ou résultats inconnus | Pas organisé ou résultats inconnus |
| 1902      | László Gyulay                      | Sándor Bauer                       | Ferencz Husztolecz                 |
| 1903      | László Gyulay                      | Ferencz Husztolesz                 | István Takács                      |
| 1904-1906 | Pas organisé ou résultats inconnus | Pas organisé ou résultats inconnus | Pas organisé ou résultats inconnus |
| 1907      | Márton Kaupert                     | Gyula Toth                         | Tamás Giller                       |
| 1908      | János Vass                         | Ödön Baráth                        | Gyula Tóth                         |
| 1909      | János Henzsel (en)                 | Gyula Tóth                         | Dezső Spitz                        |
| 1910      | Károly Gröger                      | Ferenc Rubes                       | János Bakanek                      |
| 1911      | István Müller (en)                 | János Tabi                         | Ferenc Rubes                       |
| 1912      | Károly Gröger                      | Gyula Tóth                         | István Müller (en)                 |
| 1913-1915 | Pas organisé ou résultats inconnus | Pas organisé ou résultats inconnus | Pas organisé ou résultats inconnus |
| 1916      | Béla Bartos                        |                                    |                                    |
| 1917      | László Dankó                       | Béla Bartos                        | János Bakanek                      |
| 1918      | Ferenc Uhereczky (en)              |                                    |                                    |
| 1919      | Pas organisé ou résultats inconnus | Pas organisé ou résultats inconnus | Pas organisé ou résultats inconnus |
| 1920      | Mihály Rusovszky (en)              | László Dankó                       | Ferenc Steiner (en)                |
| 1921      | János Tábi                         | Ferenc Farkas                      | Ferenc Steiner (en)                |
| 1922      | Gyula Kozdon                       | Károly Gröger                      | Mihály Tőkés                       |
| 1923      | Ferenc Steiner (en)                | István Sághy                       | Mihály Rusovszky (en)              |
| 1924      | Sebestyén Schmidt (de)             | Sándor Csuthy                      | Rezső Bouska                       |
| 1925      | Ferenc Rörich                      | Mihály Rusovszky (en)              | József Havrenszky                  |
| 1926      | László Vida                        | Bálint Zakariás                    | Dezső Huszka                       |
| 1927      | Dezső Huszka                       | Imre Győrffy                       | László Vida                        |
| 1928      | Béla Szekeres                      | János Istenes                      | Károly Lovas                       |
| 1929      | Mihály Vida                        | János Istenes                      | István Nemes                       |
| 1930      | Dezső Huszka                       | István Nemes                       | László Vida                        |
| 1931      | Károly Szenes                      | István Liszkay (de)                | Dezső Huszka                       |
| 1932      | Károly Oláh                        | László Orczán (de)                 | István Bauholczer                  |
| 1933      | József Vitéz                       | Nagy                               | Imre Győrffy                       |
| 1934      | István Ritz                        | Ferenc Éles                        | István Liszkay (de)                |
| 1935      | Károly Oláh                        | Károly Nemes-Nótás (de)            | István Ritz                        |
| 1936      | István Adorján (de)                | János Bognár (de)                  | Károly Nemes-Nótás (de)            |
| 1937      | Ferenc Éles                        | Béla Nyilasi                       | István Ritz                        |
| 1938      | Dénes Farkas                       | Béla Nyilasi                       | Ferenc Brummel                     |
| 1939      | Ferenc Éles                        | Ferenc Pelvássy (de)               | Gyula Gere (de)                    |
| 1940      | Ferenc Éles                        | Gyula Gere (de)                    | Gedeon Ladányi                     |
| 1941      | Ferenc Éles                        | Béla Nagy                          | Gedeon Ladányi                     |
| 1942      | Károly Nemes-Nótás (de)            | Ferenc Éles                        | Tibor Vida                         |
| 1943      | Ferenc Éles                        | Ferenc Kiss                        | József Kovács                      |
| 1944      | Zoltán Karaki                      | János Ötvös                        | József Gál                         |
| 1945      | Ferenc Jónás                       | Gyula Csikós (de)                  | Bíró Jenő                          |
| 1946      | József Hirsch                      | Károly Nemes-Nótás (de)            | Ferenc Kiss                        |
| 1947      | Károly Kovács                      | Gyula Csikós (de)                  | Károly Nemes-Nótás (de)            |
| 1948      | Károly Kovács                      |                                    |                                    |
| 1949      | Károly Kovács                      | Tibor Vida                         | József Kiss-Dala (de)              |
| 1950      | Tibor Vida                         | András Farkas                      | Géza Kertész                       |
| 1951      |                                    |                                    |                                    |
| 1952      | Béla Bartusek                      | Zoltán Tóbiás                      | István Trugli                      |
| 1953      | Non attribué                       | Non attribué                       | Non attribué                       |
| 1954      | Márton Bencze                      | József Albert                      | Tubor Vida                         |
| 1955      | Lajos Szabó                        | György Viszt                       | Erek Csomor                        |
| 1956      | Endre Palotás                      | Péter                              | József Kiss-Dala (de)              |
| 1957      |                                    |                                    |                                    |
| 1958      |                                    |                                    |                                    |
| 1959      |                                    |                                    |                                    |
| 1960      |                                    |                                    |                                    |
| 1961      | Béla Juhász                        | Lajos Arányi (de)                  | József Mezei                       |
| 1962      | Lajos Arányi (de)                  | Kovács                             | Attila Petróczy                    |
| 1963-1966 | Pas organisé                       | Pas organisé                       | Pas organisé                       |
| 1967      | Ferenc Keserű (en)                 | József Peterman (en)               | István Jezernitzki                 |
| 1968      | György Rajnai                      | József Peterman (en)               | János Juszkó (de)                  |
| 1969      | Ferenc Keserű (en)                 | István Jezernitzki                 | László Bojtor                      |
| 1970      |                                    |                                    |                                    |
| 1971      |                                    |                                    |                                    |
| 1972      |                                    |                                    |                                    |
| 1973      |                                    |                                    |                                    |
| 1974      |                                    |                                    |                                    |
| 1975      |                                    |                                    |                                    |
| 1976      |                                    |                                    |                                    |
| 1977      |                                    |                                    |                                    |
| 1978      |                                    |                                    |                                    |
| 1979      |                                    |                                    |                                    |
| 1980      |                                    |                                    |                                    |
| 1981      |                                    |                                    |                                    |
| 1982      |                                    |                                    |                                    |
| 1983      | József Hirt                        | Kornél Lázár                       | A. Kovács                          |
| 1984      | Péter Sajó (de)                    | György Zámbori                     | Hegedűs                            |
| 1985      | Zoltán Halász (de)                 | Pál Liska                          | László Halász (en)                 |
| 1986      | György Zámbori                     | József Hirt                        | Pál Liska                          |
| 1987      | Péter Sajó (de)                    | Pál Liska                          | József Ottó                        |
| 1988      | Zoltán Nagy                        | Zsolt Szmirnyák                    | Zoltán Vágvölgyi                   |
| 1989      | Zoltán Egyedi                      | József Hirt                        | Zoltán Nagy                        |
| 1990      | Csaba Steig (de)                   | Károly Eisenkrammer (de)           | János Csikós                       |
| 1991      | Csaba Steig (de)                   | Zoltán Egyedi                      | Tibor Valter                       |
| 1992      | Csaba Steig (de)                   | Károly Eisenkrammer (de)           | György Szuromi (de)                |
| 1993      | Csaba Steig (de)                   | László Nagy                        | Gábor Kiss                         |
| 1994      | György Szuromi (de)                | László Heuschmidt                  | Csaba Steig (de)                   |
| 1995      | Tibor Valter                       | Attila Árvai (de)                  | László Bodrogi                     |
| 1996      | László Bodrogi                     | János Istlstekker                  | Csaba Steig (de)                   |
| 1997      | János Istlstekker                  | Dávid Sipőcz                       | László Bodrogi                     |
| 1998      | Csaba Szekeres                     | László Bodrogi                     | Dávid Arató (de)                   |
| 1999      | Gábor Arany (de)                   | Csaba Steig (de)                   | Dávid Arató (de)                   |
| 2000      | László Bodrogi                     | Péter Legradi                      | Tamás Vilmányi                     |
| 2001      | Csaba Steig (de)                   | Csaba Szekeres                     | Aurél Vig                          |
| 2002      | Balázs Rohtmer                     | László Garamszegi (de)             | Dávid Arató (de)                   |
| 2003      | Gábor Arany (de)                   | László Garamszegi (de)             | Tamás Lengyel (de)                 |
| 2004      | Aurél Vig                          | László Garamszegi (de)             | Attila Árvai (de)                  |
| 2005      | László Garamszegi (de)             | Gábor Arany (de)                   | Barnabás Vízer                     |
| 2006      | László Bodrogi                     | Gergely Ivanics                    | Gábor Arany (de)                   |
| 2007      | Bálint Szeghalmi                   | László Bodrogi                     | Csaba Szekeres                     |
| 2008      | Zoltán Madaras                     | Péter Kusztor                      | Gergely Ivanics                    |
| 2009      | István Cziráki (de)                | Rida Cador                         | Gábor Arany (de)                   |
| 2010      | Péter Kusztor                      | Bálint Szeghalmi                   | Gergely Kiss                       |
| 2011      | Rida Cador                         | Krisztián Lovassy                  | Péter Kusztor                      |
| 2012      | Péter Kusztor                      | Gábor Fejes                        | Krisztián Lovassy                  |
| 2013      | Krisztián Lovassy                  | Žolt Der                           | Péter Simon                        |
| 2014      | Balázs Rózsa                       | Péter Kusztor                      | Krisztián Lovassy                  |
| 2015      | István Molnár                      | Péter Kusztor                      | Csaba Pályi                        |
| 2016      | János Pelikán                      | Krisztián Lovassy                  | Žolt Der                           |
| 2017      | Krisztián Lovassy                  | Žolt Der                           | József Hartmann                    |
| 2018      | Barnabás Peák                      | Márton Dina                        | Ferenc Szöllősi                    |
| 2019      | Gergely Szarka                     | Barnabás Peák                      | Attila Valter                      |
| 2020      | Viktor Filutás                     | Daniel Dina                        | Gabor Fejes                        |
| 2021      | Viktor Filutás                     | Zsolt Istlstekker                  | Gergö Orosz                        |
| 2022      | Attila Valter                      | Márton Dina                        | Barnabás Peák                      |
| 2023      | Attila Valter                      | Márton Dina                        | Erik Fetter                        |
| 2024      | Attila Valter                      | Erik Fetter                        | Márton Dina                        |
| 2025      | Márton Dina                        | Zsombor Takács                     | Viktor Filutás                     |

#### Multi-titrés
- 6 : Ferenc Éles
- 5 : Csaba Steig (de)
- 3 : Károly Kovács, László Bodrogi, Attila Valter
- 2 : László Gyulay, Károly Gröger, Dezső Huszka, Károly Oláh, Ferenc Keserű (en), Gábor Arany (de), Péter Kusztor, Krisztián Lovassy, Viktor Filutás

### Contre-la-montre

#### Podiums
| Année     | Vainqueur            | Deuxième            | Troisième                |
| --------- | -------------------- | ------------------- | ------------------------ |
| 1952      | Gyula Sere           | László Simó         | Imre Ripp                |
| 1953      | Pas organisé         | Pas organisé        | Pas organisé             |
| 1954      | Márton Bencze        | István Pásztor (en) | János Ötvös              |
| 1955      | Elek Csömör          | Lajos Szabó         | Mihály Csikós            |
| 1956      | Lajos Szabó          | Mihály Csikós       | János Bende              |
| 1957-1960 | Pas organisé         | Pas organisé        | Pas organisé             |
| 1961      | Lajos Arányi (de)    | László Mahó (de)    | Lajos Szabó              |
| 1962      | Lajos Arányi (de)    | Gyula Kaszab        | János Juszkó (de)        |
| 1963-1965 | Pas organisé         | Pas organisé        | Pas organisé             |
| 1966      | András Takács (de)   | László Mahó (de)    | Borka                    |
| 1967      | András Takács (de)   | Tibor Magyar (en)   | I. Tóth                  |
| 1968      | András Takács (de)   | Tibor Magyar (en)   | László Mahó (de)         |
| 1969      | András Takács (de)   | I. Tóth             | Tibor Magyar (en)        |
| 1970      | András Takács (de)   | Tibor Magyar (en)   | György Rajnai            |
| 1971      | András Takács (de)   | Imre Géra (de)      | Tibor Debreceni (de)     |
| 1972      | Tibor Debreceni (de) | Imre Géra (de)      | Dezső Szemethi           |
| 1973      | András Takács (de)   | István Kiss         | Tibor Debreceni (de)     |
| 1974      | István Kiss          | Tibor Magyar (en)   | András Busi              |
| 1975      | András Takács (de)   | András Busi         | Tibor Debreceni (de)     |
| 1976      | András Takács (de)   | András Busi         | Devidovits               |
| 1977      | György Szuromi (de)  | András Busi         | András Belvári           |
| 1978      | András Takács (de)   | György Szuromi (de) | István Zsombok           |
| 1979      | Tamás Csathó (de)    | András Busi         | András Gábor             |
| 1980      | András Takács (de)   | László Halász (de)  | György Szuromi (de)      |
| 1981      | László Halász (de)   | György Szuromi (de) | András Takács (de)       |
| 1982      | Gábor Herner         | József Rózsahegyi   | Zoltán Németh            |
| 1983      | Zoltán Pásztor (de)  | András Takács (de)  | Miklós Somogyi (en)      |
| 1984      | Gábor Szűcs (de)     | István Zsombók      | Lajos Szabó (de)         |
| 1985      | Zoltán Halász (de)   | László Halász (de)  | Tamás Csathó (de)        |
| 1986      | Péter Sajó (de)      | Gyula Prommer       | György Zámbori           |
| 1987      | Ottó Zsiborács       | József Rózsahegyi   | Péter Sajó (de)          |
| 1988      | Miklós Somogyi (de)  | Lajos Szabó (de)    | József Hirth             |
| 1989      | Miklós Somogyi (de)  | Sándor Végvári      |                          |
| 1990      | István Varjas        | Miklós Somogyi (de) | Zsolt Szmirnyák          |
| 1991      | Gábor Kovács         | Péter Schrődl       | Csaba Steig (de)         |
| 1992      | Lajos Szabó (de)     | Miklós Somogyi (de) | Károly Eisenkrammer (de) |
| 1993      | Péter Molnár         | Lajos Szabó (de)    | György Imris             |
| 1994      | Csaba Steig (de)     | Lajos Szabó (de)    | Csaba Szekeres           |
| 1995      | Csaba Szekeres       | Dávid Sipőcz        | Ádám Körmendi            |
| 1996      | László Bodrogi       | Csaba Szekeres      | Péter Légrádi            |
| 1997      | László Bodrogi       | Csaba Szekeres      | Dávid Sipőcz             |
| 1998      | László Bodrogi       | Csaba Szekeres      | Aurél Vig                |
| 1999      | Aurél Vig            | Péter Légrádi       | Gábor Kiskó              |
| 2000      | László Bodrogi       | Péter Légrádi       | Tamás Vilmányi           |
| 2001      | László Bodrogi       | Péter Légrádi       | Zoltán Vanik             |
| 2002      | László Bodrogi       | Csaba Szekeres      | Péter Legradi            |
| 2003      | László Bodrogi       | Csaba Szekeres      | Aurél Vig                |
| 2004      | László Bodrogi       | Csaba Szekeres      | Aurél Vig                |
| 2005      | Csaba Szekeres       | Bence Zsumori       | Péter Kusztor            |
| 2006      | László Bodrogi       | Csaba Szekeres      | Tamás Lengyel (de)       |
| 2007      | László Bodrogi       | Péter Légrádi       | Tamás Lengyel (de)       |
| 2008      | László Bodrogi       | Zoltán Madaras      | András Berkesi           |
| 2009      | Rida Cador           | Zoltán Madaras      | Gergely Ivanics          |
| 2010      | Péter Kusztor        | Gábor Kiskó         | János Hemmert            |
| 2011      | Gábor Fejes          | Bálint Szeghalmi    | János Hemmert            |
| 2012      | Gábor Fejes          | Gábor Lengyel       | Gábor Kiskó              |
| 2013      | Gábor Fejes          | Žolt Der            | Péter Kusztor            |
| 2014      | Gábor Fejes          | Krisztián Lovassy   | Péter Kusztor            |
| 2015      | Krisztián Lovassy    | Žolt Der            | Tibor Róka               |
| 2016      | János Pelikán        | Žolt Der            | Péter Kusztor            |
| 2017      | János Pelikán        | Barnabas Peak       | Žolt Der                 |
| 2018      | Barnabás Peák        | Gábor Fejes         | János Pelikán            |
| 2019      | Attila Valter        | János Pelikán       | Barnabás Peák            |
| 2020      | Barnabás Peák        | Attila Valter       | Daniel Szalay            |
| 2021      | Erik Fetter          | Attila Valter       | Janos Pelikan            |
| 2022      | Erik Fetter          | Barnabás Peák       | Gergely Somogyi          |
| 2023      | Attila Valter        | Daniel Szalay       | Erik Fetter              |
| 2024      | Barnabás Peák        | Attila Valter       | Janos Pelikan            |
| 2025      | János Pelikán        | Attila Valter       | Barnabás Peák            |

#### Multi-titrés
- 11 : András Takács (de)
- 10 : László Bodrogi
- 4 : Gábor Fejes
- 3 : Barnabás Peák, János Pelikán
- 2 : Lajos Arányi (de), Miklós Somogyi (de), Csaba Szekeres, Erik Fetter, Attila Valter

### Course de côte

#### Podiums
| Année     | Vainqueur               | Deuxième                 | Troisième                |
| --------- | ----------------------- | ------------------------ | ------------------------ |
| 1898      | Ferenc Gillemot         | Ferenc Kirchknopf        | Sándor Seregi            |
| 1899      | Ferenc Papp             |                          |                          |
| 1900-1906 | Pas organisé            | Pas organisé             | Pas organisé             |
| 1907      | Sándor Kiss             | János Bakanek            | István Müller (en)       |
| 1908-1910 | Pas organisé            | Pas organisé             | Pas organisé             |
| 1911      | Károly Gröger           | Gyula Tóth               | Ferenc Rubes             |
| 1912-1920 | Pas organisé            | Pas organisé             | Pas organisé             |
| 1921      | Gyula Tóth              |                          |                          |
| 1922      | Gyula Tóth              | Lajos Horváth            | Mihály Rusovszky (en)    |
| 1923      | Mihály Rusovszky (en)   | István Sághy             | József Bániczky          |
| 1924      | Kálmán Mazák            | Nándor Welwárt           | Sándor Csuthy            |
| 1925      | Béla Szekeres           |                          |                          |
| 1926      | Károly Lovas            |                          |                          |
| 1927      | Károly Lovas            | Mihály Vida              | István Wittner           |
| 1929      | Károly Szenes           | Mihály Vida              | István Wittner           |
| 1930      | Miklós Németh (de)      | Károly Szenes            | János Istenes            |
| 1931      | Miklós Németh (de)      | István Adorján (de)      | Zoltán Mikó              |
| 1932      | Miklós Németh (de)      | László Orczán (de)       | Dezső Huszák             |
| 1933      | István Kaczián          | István Adorján (de)      | Zoltán Mikó              |
| 1934      | Ferenc Éles             | József Boday             | Miklós Németh (de)       |
| 1935      | Lajos Fekete            | József Boday             | Béla Nyilasi             |
| 1936      | Lajos Fekete            | István Adorján (de)      | István Liszkay (de)      |
| 1937      | Lajos Fekete            | József Boday             | Lajos Erőss              |
| 1938-1939 | Pas organisé            | Pas organisé             | Pas organisé             |
| 1940      | Zoltán Karaki           | Aladár Droba             | János Király             |
| 1941      | József Kovács           | Mihály Irházy            | Zoltán Karaki            |
| 1942      | Károly Nemes-Nótás (de) | Zoltán Karaki            | Tibor Vida               |
| 1943      | Lajos Fekete            | Zoltán Karaki            | István Kiss              |
| 1944      | Zoltán Karaki           | Ferenc Kiss              | Takács                   |
| 1945      | József Pataki           | Ferenc Jónás             | Béla Nyilasi             |
| 1946      | József Pataki           | Gyula Csikós             | József Hirsch            |
| 1947      | Miklós Faludy           | Takács                   | Gyula Sere               |
| 1948      | Gyula Sere              | József Kiss-Dala (de)    | Takács                   |
| 1949      | Gyula Tihanyi           | Kovács                   | Gyula Sere               |
| 1950      | Gyula Sere              | Tibor Vida               |                          |
| 1951      | Miklós Nyakas           | Ott                      | Imre Ripp                |
| 1952      | András Farkas           | Gyula Sere               | Imre Ripp                |
| 1953      | József Kiss-Dala (de)   | András Farkas            | László Simó              |
| 1954      | Richárd Bicskey (hu)    | András Farkas            | Győző Török (de)         |
| 1955      | András Farkas           | Richárd Bicskey (hu)     | József Kiss-Dala (de)    |
| 1956      | Richárd Bicskey (hu)    | László Holti             | Győző Török (de)         |
| 1957      | László Holti            | Lajos Arányi (de)        | József Albert            |
| 1958      | László Holti            | Antal Megyerdi (de)      | Andor Mátis              |
| 1959      | Antal Megyerdi (de)     | Richter                  | Andor Mátis              |
| 1960      | Antal Megyerdi (de)     | Richárd Bicskey (hu)     | Zoltán Török             |
| 1961      | Antal Megyerdi (de)     | Zoltán Török             | László Mahó (de)         |
| 1962      | Antal Megyerdi (de)     | Győző Török (de)         | Dezső Polaneczky         |
| 1963      | Antal Megyerdi (de)     | Dezső Polaneczky         | Győző Török (de)         |
| 1964      | Győző Török (de)        | Dezső Polaneczky         | Kovács                   |
| 1965      | Antal Megyerdi (de)     | Juhász                   | András Takács (de)       |
| 1966      | Antal Megyerdi (de)     | András Takács (de)       | Dezső Polaneczky         |
| 1967      | Dezső Polaneczky        | Antal Megyerdi (de)      | György Balaskó (de)      |
| 1968      | Antal Megyerdi (de)     | Béla Juhász (de)         | József Peterman (en)     |
| 1969      | Tibor Magyar (en)       | József Peterman (en)     | Imre Géra (de)           |
| 1970      | Antal Megyerdi (de)     | E. Tóth                  | József Peterman (en)     |
| 1971      | István Hirth            | Tibor Debreceni (de)     | Tibor Magyar (en)        |
| 1972      | Tibor Debreceni (de)    | András Takács (de)       | István Hirth             |
| 1973      | István Kiss             | Tibor Debreceni (de)     | Imre Géra (de)           |
| 1974      | Ferenc Bürger           | István Kiss              | György Szuromi (de)      |
| 1975      | Ferenc Bürger           | Tibor Debreceni (de)     | András Takács (de)       |
| 1976      | György Szuromi (de)     | Tamás Csathó (de)        | Ferenc Bürger            |
| 1977-1980 | Pas organisé            | Pas organisé             | Pas organisé             |
| 1981      | András Takács (de)      | László Halász (de)       | Béla Juhász (de)         |
| 1982      | György Szuromi (de)     | Károly Jenei             | András Takács (de)       |
| 1983      | Zoltán Halász (de)      | András Takács (de)       | Miklós Somogyi (de)      |
| 1984      | András Takács (de)      | Hegedűs                  | Péter Sajó (de)          |
| 1985      | András Takács (de)      | Zoltán Halász (de)       | József Hirt              |
| 1986      | Péter Sajó (de)         | Tamás Csathó (de)        | György Szuromi (de)      |
| 1987      | Ottó Zsiborács          | Zoltán Egyedi            | Sándor Végvári           |
| 1988-1989 | Pas organisé            | Pas organisé             | Pas organisé             |
| 1990      | Csaba Steig (de)        | Tibor Valter             | Zoltán Nagy              |
| 1991      | Csaba Steig (de)        | Tibor Valter             | Zoltán Egyedi            |
| 1992      | László Heuschmidt       | László Nagy              | Péter Molnár             |
| 1993      | Csaba Steig (de)        | Károly Eisenkrammer (de) | Attila Árvai (de)        |
| 1994      | Attila Árvai (de)       | Csaba Steig (de)         | Gábor Kovács             |
| 1995      | Attila Árvai (de)       | Csaba Steig (de)         | Nagy                     |
| 1996      | Csaba Steig (de)        | Csaba Szekeres           | Attila Árvai (de)        |
| 1997      | Attila Árvai (de)       | Modèle:Lioen             | Aurél Víg                |
| 1998      | Viktor Specziár         | Attila Árvai (de)        | Károly Eisenkrammer (de) |
| 1999      | Attila Árvai (de)       | Zsolt Vinczeffy (en)     | Balázs Szórádi           |
| 2000      | Tibor Valter            | Tamás Lengyel (de)       | Tamás Baumgartner        |
| 2001      | Attila Árvai (de)       | László Garamszegi (de)   | Gabor Kiskó              |
| 2002      | Attila Árvai (de)       | Zsolt Vinczeffy (en)     | Gábor Szőke              |
| 2002-2003 | Pas organisé            | Pas organisé             | Pas organisé             |
| 2005      | Csaba Szekeres          | Péter Kusztor            | Tamás Lengyel (de)       |
| 2006      | Bálint Szeghalmi        | Gergely Ivanics          | Csaba Szekeres           |
| 2007      | Pas organisé            | Pas organisé             | Pas organisé             |
| 2008      | Attila Árvai (de)       | Balázs Szórádi           | Zoltán Madaras           |
| 2009      | Tamás Kónya             | Viktor Specziár          | Balázs Rónaszéki         |
| 2010      | Szilárd Buruczki        | Bálint Szeghalmi         | Gábor Fejes              |
| 2011      | István Cziráki (de)     | Szilárd Buruczki         | Bernárd Bendegúz         |
| 2012      | Péter Kusztor           | Zoltán Vígh              | Gergely Kiss             |
| 2013      | Péter Kusztor           | Zoltán Csomor            | Gergely Ivanics          |
| 2014      | Gábor Fejes             | Zsolt Juhász             | Ferenc Vörös             |
| 2015      | János Pelikán           | Gábor Fejes              | Botond Holló             |
| 2016      | Dávid Kovács            | Szilárd Buruczki         | Botond Holló             |
| 2017      | Zoltán Csomor           | Gábor Makács             | Bence Lóki               |
| 2018      | András Szentpéteri      | Bálint Szabó             | Zoltán Vígh              |
| 2019      | Pas organisé            | Pas organisé             | Pas organisé             |
| 2020      | András Szatmáry         | Krisztián Lovassy        | András Szentpéteri       |
| 2021      | Gábor Fejes             | Zsolt Istlstekker        | Norbert Hrenkó           |
| 2022      | Zsombor Palumby         | Zsolt Istlstekker        | Márton Blazsó            |

#### Multi-titrés
- 9 : Antal Megyerdi (de)
- 7 : Attila Árvai (de)
- 4 : Lajos Fekete, Csaba Steig (de)
- 3 : Miklós Németh (de), András Takács (de)
- 2 : Gyula Tóth, Károly Lovas, Zoltán Karaki, József Pataki, Gyula Sere, Richárd Bicskey (hu), András Farkas, László Holti, Ferenc Bürger, György Szuromi (de), Péter Kusztor

### Critérium

#### Podiums
| Année | Vainqueur         | Deuxième    | Troisième    |
| ----- | ----------------- | ----------- | ------------ |
| 2022  | Zsolt Istlstekker | Márton Dina | Gergely Kiss |

#### Multi-titrés
Aucun

### Contre-la-montre par équipes
| Année     | Vainqueur                                     | Deuxième                                 | Troisième                                 |
| --------- | --------------------------------------------- | ---------------------------------------- | ----------------------------------------- |
| 2008      | Tamás Kónya Gábor Fejes Gábor Lengyel         | Zoltán Török Gergely Kiss Tamás Szabó    | István György Tamás Iszkádi Dávid Bálogh  |
| 2009      | András Berkesi Zoltán Müllner Balázs Simon    | Tamás Szabó Gábor Kiskó Zoltán Vígh      | Dániel Dévai János Hemmert Balázs Suhajda |
| 2010      | Gábor Fejes Péter Simon Dávid Puskás          | János Hemmert Dániel Dévai Adrián Vajda  | Bernárd Bendegúz Lajos Bozó Ádám Pangi    |
| 2011      | István Cziráki (de) Péter Simon Miklós Durucz | János Hemmert Zoltán Benőcs Dániel Dévai | Zoltán Pásztor Máté Mogyorósi Lajos Bozó  |
| 2012      | Tamás Kónya Gábor Lengyel Máté Mogyorósi      | Gábor Kőrösi András Szabó Tamás Takács   | János Hemmert Zoltán Horváth Lájos Szabó  |
| 2013      | ?                                             | ?                                        | ?                                         |
| 2014      | Zoltán Lengyel János Pelikán Balázs Rózsa     |                                          |                                           |
| 2015      | Tibor Róka Botond Holló Viktor Filutás        | Csaba Pályi Máté Fegyveres Gyula Nagy    |                                           |
| 2016-2017 | ?                                             | ?                                        | ?                                         |
| 2018      | Tomáš Nagy Peter Maursky Adam Janoki          |                                          |                                           |
| 2019      | Kornél Szendrei Gábor Révész János Hemmert    |                                          |                                           |

## Femmes

### Course en ligne

#### Podiums
| Année | Vainqueur                | Deuxième                 | Troisième               |
| ----- | ------------------------ | ------------------------ | ----------------------- |
| 2004  | Veronika Jéger           | Mónika Király            | Márta Vajda             |
| 2006  | Mónika Király            | Diána Szurominé Pulsfort | Andrea Fülöp            |
| 2007  | Mónika Király            | Diána Szurominé Pulsfort | Gabriella Palotai       |
| 2008  | Anita Rita Kenyó         | Mónika Király            | Veronika Katonane Simon |
| 2009  | Mónika Király            | Anita Rita Kenyó         | Veronika Katonane Simon |
| 2010  | Krisztina Fáy            | Sára Vidákovich          | Enikő Papp              |
| 2011  | Anita Rita Kenyó         | Krisztina Fáy            | Veronika Kormos         |
| 2012  | Anita Rita Kenyó         | Eszter Dósa              | Veronika Kormos         |
| 2013  | Diána Szurominé Pulsfort | Leila Al Saidi           | Fruzsina Jakocs         |
| 2014  | Diána Szurominé Pulsfort | Barbara Benkó            | Veronika Kormos         |
| 2015  | Diána Szurominé Pulsfort | Mónika Király            | Barbara Benkó           |
| 2016  | Mónika Király            | Barbara Benkó            | Dorottya Kanti          |
| 2017  | Mónika Király            | Szonja Kapott            | Eszter Temela           |
| 2018  | Barbara Benkó            | Mónika Király            | Eszter Temela           |
| 2019  | Zsófia Szabó             | Etelka Matuz             | Eszter Temela           |
| 2020  | Blanka Vas               | Zsófia Szabó             | Barbara Benkó           |
| 2021  | Blanka Vas               | Barbara Benkó            | Zsófia Szabó            |
| 2022  | Blanka Vas               | Dorka Jordán             | Petra Zsankó            |
| 2023  | Blanka Vas               | Petra Zsankó             | Dorka Jordán            |
| 2024  | Blanka Vas               | Petra Zsankó             | Szonja Greman           |
| 2025  | Blanka Vas               |                          |                         |

#### Multi-titrées
- 6 : Blanka Vas
- 5 : Mónika Király
- 3 : Anita Rita Kenyo (en) et Diána Szurominé Pulsfort (en)

### Contre-la-montre

#### Podium
| Année | Vainqueur                | Deuxième                 | Troisième                |
| ----- | ------------------------ | ------------------------ | ------------------------ |
| 2006  | Diána Szurominé Pulsfort | Mónika Király            |                          |
| 2007  | Diána Szurominé Pulsfort | Mónika Király            | Ibolya Ember             |
| 2008  | Mónika Király            | Veronika Katonane Simon  | Enikő Papp               |
| 2009  | Aniko Revesz             | Veronika Katonane Simon  | Annamaria Halasz         |
| 2010  | Aniko Revesz             | Zsófia Tóth              | Barbara Benkó            |
| 2011  | Krisztina Fáy            | Anita Rita Kenyó         | Gitta Arany              |
| 2012  | Gabriella Zelinka        | Anita Rita Kenyó         | Eszter Dósa              |
| 2013  | Mónika Király            | Eszter Dósa              | Diána Szurominé Pulsfort |
| 2014  | Veronika Kormos          | Diána Szurominé Pulsfort | Kornélia Epres           |
| 2015  | Veronika Kormos          | Diána Szurominé Pulsfort | Mónika Király            |
| 2016  | Mónika Király            | Veronika Kormos          | Anita Rita Kenyó         |
| 2017  | Mónika Király            | Szonja Kapott            | Anita Rita Kenyó         |
| 2018  | Adrienn Hajnal           | Mónika Király            | Gitta Arany              |
| 2019  | Veronika Kormos          | Adrienn Hajnal           | Etelka Matuz             |
| 2020  | Barbara Benkó            | Blanka Vas               | Zsófia Szabó             |
| 2021  | Blanka Vas               | Barbara Benkó            | Dorka Jordán             |
| 2022  | Blanka Vas               | Petra Zsankó             | Dorka Jordán             |
| 2023  | Blanka Vas               | Fanni Hajdu              | Niké Peteri              |
| 2024  | Petra Zsankó             | Dorka Jordán             | Johanna Kitti Borissza   |
| 2025  | Petra Zsankó             |                          |                          |

#### Multi-titrées
- 4 : Mónika Király
- 3 : Veronika Kormos (en) et Blanka Vas
- 2 : Diána Szurominé Pulsfort (en), Anikó Révész et Petra Zsankó

## Espoirs Hommes

### Course de côte

#### Podiums
| Année | Vainqueur       | Deuxième           | Troisième       |
| ----- | --------------- | ------------------ | --------------- |
| 2008  | Gábor Fejes     | Olivér Schipp      | István Molnár   |
| 2009  | Gergely Lörincz | Lajos Bozó         | Péter Szabó     |
| 2010  | István Molnár   | Krisztián Lovassy  | Péter Simon     |
| 2011  | Zsolt Juhász    | Péter Simon        | András Szatmáry |
| 2012  | Péter Simon     | Máté Radonics      | Csaba Pályi     |
| 2013  | Péter Simon     | József Hartmann    |                 |
| 2014  | Máté Mogyorósi  | Imre Ágoston       | Dávid Magas     |
| 2015  | András Kriván   | Csaba Heffentrager | Zoltán Rutkai   |
| 2017  | Roland Minkó    | Dániel Móricz      | Attila Laszlo   |
| 2018  | Gergő Gönczy    | Zsolt Istlstekker  | Hunor Kiss      |

#### Multi-titrés
- 2 : Péter Simon